# Fuglafjørður
A Fuglafjørður egy fjord Feröeren.

## Földrajz
Eysturoy keleti részén található, és kampó alakban nyúlik be a sziget belsejébe.
A Fuglafjørður partján fekvő települések (észak felől az óramutató járásával ellentétes irányban): Fuglafjørður a fjord végénél, valamint Kambsdalur a nyugati parton.